# Konstantin Minin
Konstantin Minin (in russo Константин Минин?; 7 giugno 1993) è un taekwondoka russo.

## Palmarès
- Europei

Montreux 2016: bronzo nei 68 kg.